# ماريان رييفيسكي
ماريان آدم رييفسكي (بالبولندية: Marian Adam Rejewski)‏ [ˈmarjan reˈjefski] (مساعدة·معلومات)(16 أكتوبر 1905 - 13 فبراير 1980) كان رياضياتي بولندي وعالم تعمية ساهم في عام 1932 في استخراج مُعَمَّى آلة إنجما، آلة التعمية الرئيسة التي استعملها الألمان في الحرب العالمية الثانية. ساعد النجاح الذي حققه رييفسكي البريطانيين على قراءة رسائل الألمان المعماة، وبالتالي حصلت الاستخبارات على ما يسمى ألترا التي ساهمت ربما في هزيمة الجيش النازي.
في عام 1929 اثناء دراسة الرياضيات في جامعة بوزان، ذهب رييفيسكي إلى دورة تدريبية للتشفير تحت إدارة فرقة بوريو ((Polish General Staff - Cipher Bureau (Biuro Szyfrów) والتي انضم اليها فيما بعد عام 1932. ولكن فرقة بوريو لم تحرز أي نجاح في قراءة الرسائل المشفرة بواسطة آلة (انجما)، وضع رييفسكي لحل هذهِ المعضلة في أواخر عام 1932; استطاع (رييفيسكي هو وزملائه الجامعيين) أن يستخلص فكرة حل شفرة آلة انجما بعد عدد قليل من الأسابيع، وبعدها طور اسلوب ناجح من أجل فك تشفير الرسائل لآلة (انجما) بشكل عادي، وفي فك-تشفيره للشفرة تبرع بتأليف كتاب على شكل دليل (كريبتو-لوجك كارد كاتلوج)، فيما بعد صنع تعمية مستمداً ذلك من عداد الدورات فيما بعد وأكتشف بومبا (تعمية).
قبل خمسة اسابيع من غزو بولندا (1939)، تمكن رييفيسكي وزملائه من تقديم انجازتهم لفرنسا وبريطانيا في وارسو، بعد تغير مفاجى في الحرب، ذهب المشفرون (cryptologists) إلى فرنسا نظراً إلى الحالة الطارئة، وهناك ساهموا بتكملة كسر شفرة آلة إنجما، حيث انهم هربوا مع الفرقة الداعمة لهم مرة أخرى بعد معركة فرنسا وسقوطها بيد الاحتلال الألماني عام 1940، بعدها استأنفوا كسر الشفرة آلة إنجما في فرنسا الفيشية، بعد احتلال الالمان لـ (Zone libre) ذهب رييفسيكي وزميله زياكلاسكي بالسفر إلى بريطانيا ووضعوا تحت حراسة القوات المسلحة البولندية من أجل حل شفرات ألمانية ذات المستوى الضعيف (أي ضعيفة من ناحية قوة التشفير).
بعد الحرب قام رييفيسكي باعادة لم شملهِ مع عائلتهِ في بولندا وعمل كمحاسب لمدة عقدين، وبقى صامتاً لا يتحدث عن اعمالهِ قبل واثناء الحرب كمشفر/كاسر للشفرات
لكي يتجنب أي انتباه من قبل السوفيت الذين كانوا في بلاده بولندا

كسر حاجز صمت في عام 1967 وزود الجيش البولندي بسيرته الذاتية لاعماله في "Cipher bureau"
;  مات في عمر يناهز 74 عاماً، وتم تشريفه من قبل الجيش بولندي ودفن في وارسو.

## مطلع حياته

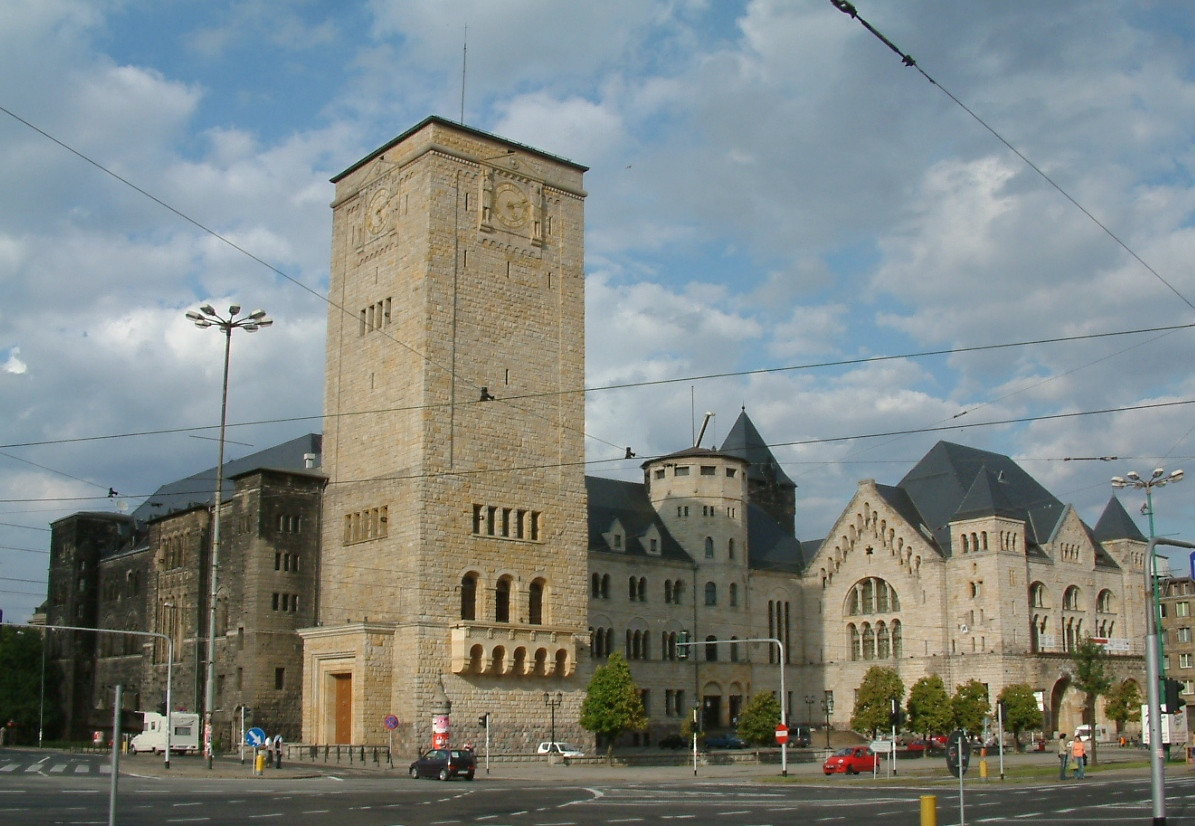
قلعه بوزان في بولندا

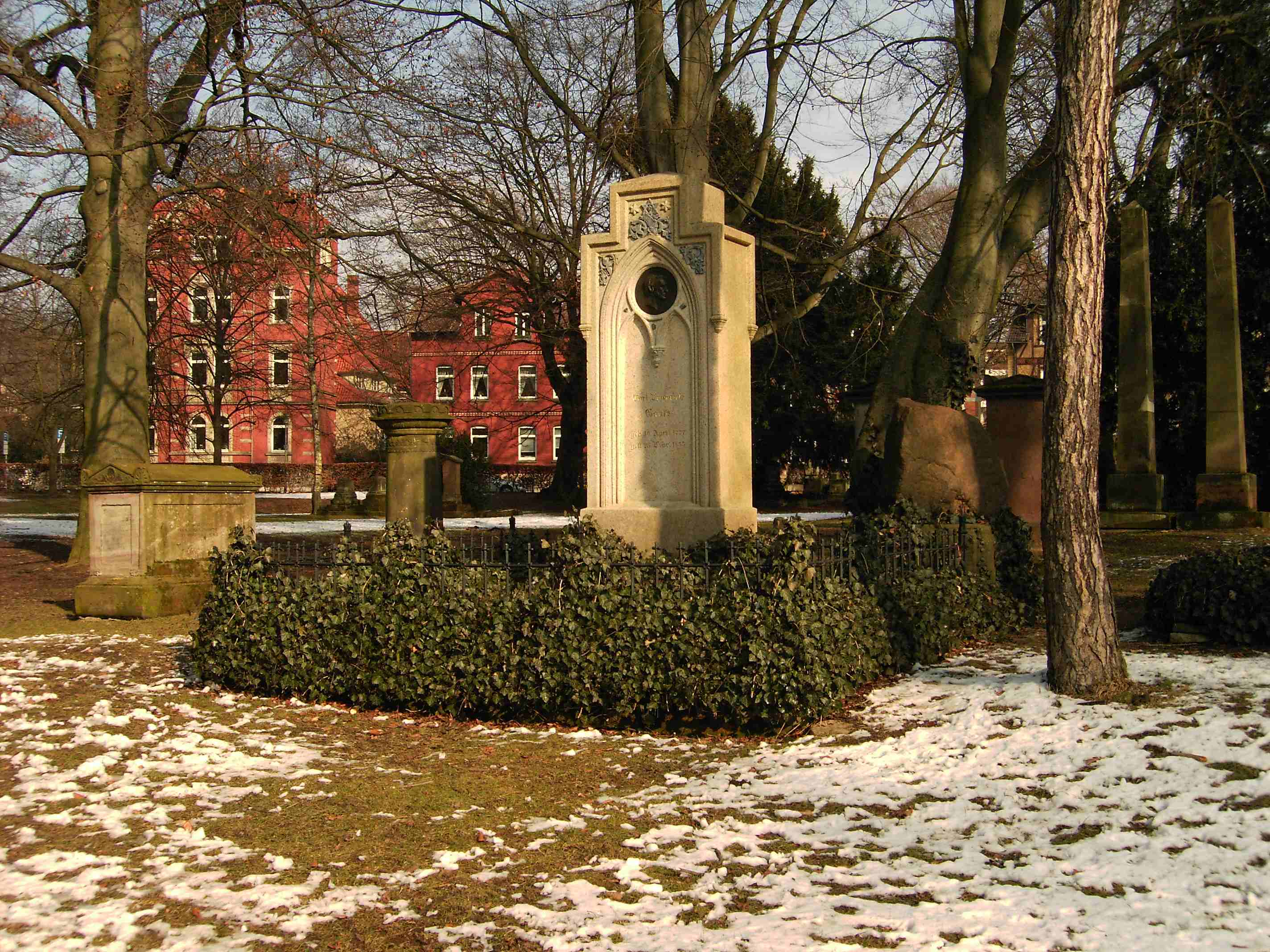
في 1929, بروفيسور. كيروكاسكي طلب من رييفسكي وضع ازاهر على قبر Göttingen الرياضياتي و Carl Friedrich Gauss.

ولد ماريان رييفيسكي في 16 أغسطس من عام 1905 في بوزانيا (بيدغوشتش حاليا) بعد اكمل مرحله الثانويه قام بدراسه الرياضيات في جامعه بوزان في بولندا
في 1929 , قبل فترة وجيزه من تخرجه بدأ يذهب إلى دورة التشفير السرية التي نظمت من قبل حكومه، والتي فتُحت في 15 يناير، طلاب رياضيات يتكلمون ألمانيا من قبل "Cipher bureau" مع مساعده بروفيسور زدزاسلو كريكوسكي
قاموا باعطاء الدورة في معسكر في بولندا. رييفيسكي يعرف ان فرنسا في 1939 «كانت بكامل وبمعنى حرفي مرتكزه» على كتاب  مارسيل كيفيكاري لتشفير والذي كان اسمه " cours de cryptographie". ريفييكي وهيرنك كانو من قلائل  الذين تمكنو من بقاء على مستوى دورة معتمدين على معلوماتهم العاديه.
في واحد من مارس عام 1929 تخرج رييفسكي مع شهاده مانجستير في رياضيات، بعد بضع اسابيع من تخرج، بدون اكمال لدوره "Cipher bearu"
 , بدأ بدراسه علم الاحصاء (الاكتوري أو الدقيق) في مدينه المانيه غوتينغن، لم يكمل دراسته لعلم الإحصاء الاكتوري وذلك لظهور دعوه من بروفيسور كيروكسكي في منتصف صيف عام 1930, من احل مساعده في تدريس رياضيات في جامعه بوزان البولنديه.
بدأ يعمل بوظيفه ذات دوام-جزئي في جامعه بوزان لـ"Cipher bureau"
و التي قامت بتحضير قاعده لفك تشفير رسائل الالمان الراديويه، عمل رييفسكي لمده 12 ساعه في اسبوع (تقريباً) بقرب من معهد الرياضيات في طابق السفلي وتم اشاره لذلك المكان بـ"حجرة السوداء.
تم حل فرع بوزان من "Cipher bureau"  في 1932 , 
في عام 1923, انظم رييفيسكي وزملائه زياكلاسكي وروزياكي كمدنيين يعملون في طاقم العام لـ"Cipher bureau" في  وارسو 
 كان عملهم الأول لكسر شفره رباعيه مستعمله من قبل كريغسمرين
 كان عمل في بدايه بطيئاً، في ما بعد تسارع عمل بعد اختبار بسيط لارسال رساله من ست اشارات متبعه ب اربع اشارت اخرة، قام الفريق بتوقع اجابه والتي كانت "when wasFrederick the Great born" وكانت بقيه إشارة لاجابه عن سوال وكان جواب "1712"
في 20 من يونيو عام 1934 تزوج ريفييسكي من ارينا ماريا ليواندوسكا ابنه طبيب الاسنان المشهور، حصله زوجين على طفلين فيما بعد، ابن اسمه اندرزيج (اندرو) في عام 1936  جانيا (جوان) والتي  ولدت في عام 1939
جانيا فيما بعد أصبحت رياضياتيه مثل ابيها.

## آلة إنجما

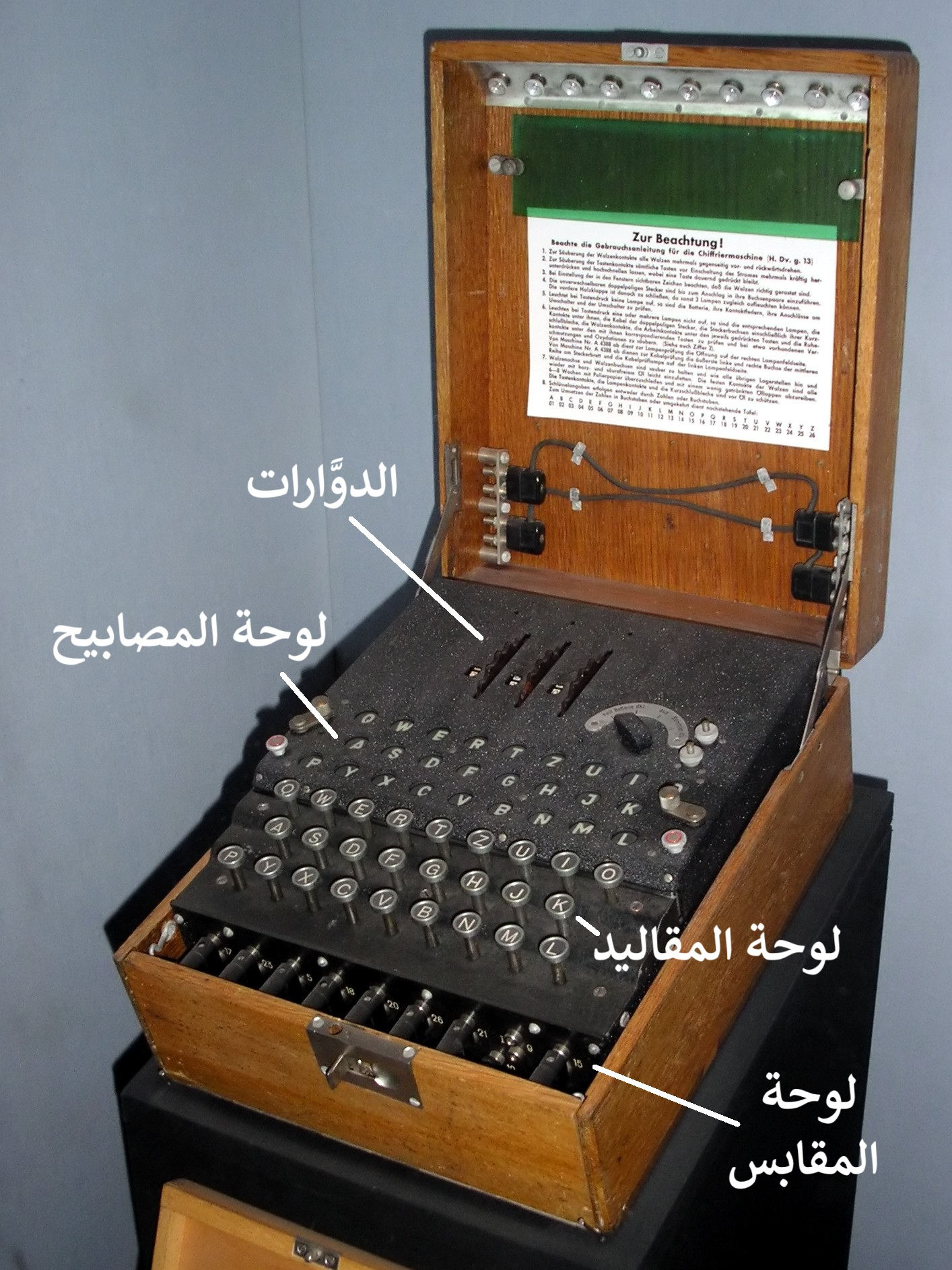
آلة انجما حلت شفرتها من قبل ماريان ريفييسكي عام 1932

آلة إنجما  (بالإنجليزية: Enigma Machine) هو اسم يُطلق على أي آلة من عائلة الآلات الكهروميكانيكية الدوارة التي تستخدم لإنتاج الشيفرة السرية، حيث أن هذه العائلة تشمل أنواعًا متعددة ومختلفة من الطرازات تستخدم لتعمية وفك تعمية الرسائل السرية. وكلمة إنجما كلمة إنجليزية تعني «لغز».
بدأ الاستعمال التجاري لإنجما في بدايات العقد الثاني من القرن العشرين، وقد استعملت من قِبل العديد من الجهات العسكرية والحكومية للعديد من الدول، ربما من أشهرها ألمانيا النازية في فترة قبل وأثناء الحرب العالمية الثانية. الطراز الألماني من هذه الآلة، والذي يدعى فيرماخت إنجما (بالألمانية: Wehrmacht Enigma)، هو الإصدار الذي أخذ شعبية واسعة بسبب سهولة استخدامها وصعوبة فك شفرتها وبسبب استعمالها من قبل القوات العسكرية النازية. استطاع خبراء تعمية قوات الحلفاء فك تعمية عدد هائل من الرسائل باستخدام هذه الآلة. وقد فك التعمية عام 1932 على يد مشفرين بولنديين هم ماريان رييفسكي، جيرزي وزيسكي، وهينركي زيجلاسكي من مكتب التعمية البولندي. في منتصف عام 1939 نقلت طرق التعمية وفك التعمية من بولندا إلى بريطانيا وفرنسا. قدمت هذه الآلة مساعدة كبيرة لجهاز الاستخبارات العسكرية لقوى الحلفاء وقد سميت ألترا (ULTRA)، حتى أنه يقال أن نهاية الحرب في أوروبا كانت أبكر بعامين بسبب فك الشيفرة الألمانية. وقد تمكن الحلفاء من كسر تعمية رسائل آلة إنجما ليس فقط بسبب وجود بعض نقاط الضعف في تعميتها ولكن بسبب بعض العوامل المهمة الأخرى خصوصاً الأخطاء البشرية التي ارتكبها مستعمليها، وتسرب أسرار التعمية أثناء العمل، كذلك ما قدمته الآلات المستولى عليها من معلومات كشفت طريقة عملها.

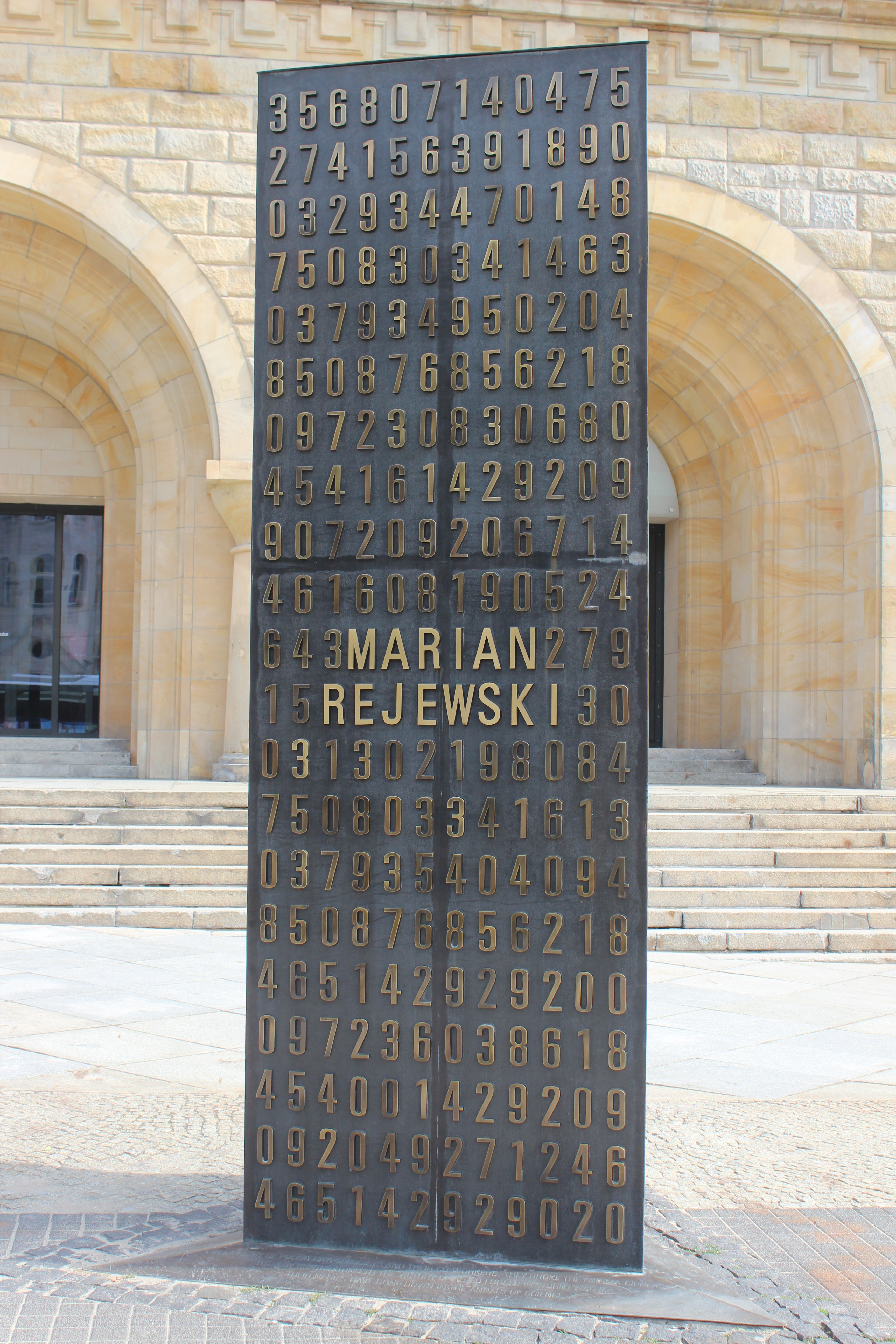
تمثال تقديري لمارين ريفيسكي و زايكلاسكي شيد في قلعة بوزان في بولندا عام 2007